# De Peelse Golf
De Peelse Golf is een 18-holes golfbaan bij Evertsoord-Sevenum in de provincie Limburg.

## Geschiedenis
In 1991 werd de vereniging opgericht onder de naam golfvereniging De Maasduinen. De vereniging speelde aanvankelijk op een commerciële 9 holesbaan in Arcen. In 1992 besloten de ca 350 leden om een eigen baan te realiseren. Van de gemeente Sevenum werd land aangekocht om een 18 holes, par 72 baan te kunnen aanleggen. Toen de vereniging in 1995 naar de nieuwe baan verhuisde werd de naam veranderd in De Peelse Golf. 

## Baan
De glooiende baan is door landschapsarchitect Alan Rijks ontworpen. Eiken en spontaan ontstane heideveldjes maken dat het gebied van 55 hectare een indruk van het Peellandschap geeft. Er zijn enkele waterhindernissen; in totaal bestaat drie hectare van het terrein uit waterpartijen. In 1996 werd de baan de A status toegekend door de NGF. 
Naast deze Championship Course werd in 2023 werd de Broekbosbaan gerealiseerd, een 9 holes par-3 baan.
Er zijn oefenaccommodaties waarvan een gedeelte overdekt is en een 's avonds verlichte drivingrange, chipping- en puttinggreens. De greenkeepers beschikken over een eigen huis met machineloods. 

## Clubhuis
Het clubhuis ligt centraal op de golfbaan. Het ontwerp is geïnspireerd op de schaapskooi zoals die vroeger in de Peel te vinden was. Vanuit het terras van het clubhuis kijkt men uit over zes van de 18 holes en de omringende natuur. Binnen bevinden zich onder andere een restaurant, vergaderzalen en de receptie/secretariaat.

## Organisatie
In 2010 is de golfvereniging omgezet in Coöperatie De Peelse Golf U.A. De baan en opstallen zijn volledig eigendom van Golfcourse De Maasduinen B.V. Alle aandelen worden gehouden door de Coöperatie De Peelse Golf U.A. De coöperatie heeft de aandelen gecertificeerd en de certificaten worden gehouden door de leden van de coöperatie. Het is leden niet verplicht om een certificaat van aandeel te hebben, maar een certificaat geeft recht op korting op het jaarlijkse speelrecht. Naast de professionele inzet voor het onderhoud van de baan en bezetting van het secretariaat is ruim een honderdtal leden actief als vrijwilliger. Belangrijke uitvoerende taken binnen de vereniging worden uitgevoerd door commissies bestaande uit actieve leden. 
De A-status baan is naast voor de eigen wedstrijden, toernooien en clubkampioenschappen ook regelmatig het strijdtoneel voor nationale wedstrijden. Een aantal jaren werd op De Peelse Golf de voorronde gespeeld voor het NK Matchplay voor professionals. In 2016 wordt het NK kampioenschap Strokeplay voor jeugd t/m 15 jaar op De Peelse Golf gespeeld.